# Вежа Стейнвей
Вежа Стейнвей (англ. Steinway Tower) — найтонший хмарочос у світі,  82-поверховий надвисокий житловий будинок заввишки 435 метрів, з фундаментом 32 на 61 м. Співвідношення ширини до висоти 1:24. Вежа розташована в безпосередній близькості від Центрального парку, найбільшої зеленої зони Нью-Йорка, за адресою: 111 Західна 57-а вулиця. Будівлю спроєктувало бюро SHoP Architects, забудовник — WSP.
Вежа Стейнвей складається з 60 житлових апартаментів, а також 12 магазинів і ресторанів. Апартаменти мають площу від 1 200 до 10 000 квадратних футів (110 до 929 квадратних метрів) і коштують від 7 мільйонів до 60 мільйонів доларів.

Хмарочос має дві вежі, з'єднані між собою трьома рівнями. Одна вежа містить житлові апартаменти, а друга — магазини та ресторани. Вежа з житловими апартаментами має форму пір'я, що звужується догори. Це дає хмарочосу його унікальний зовнішній вигляд.

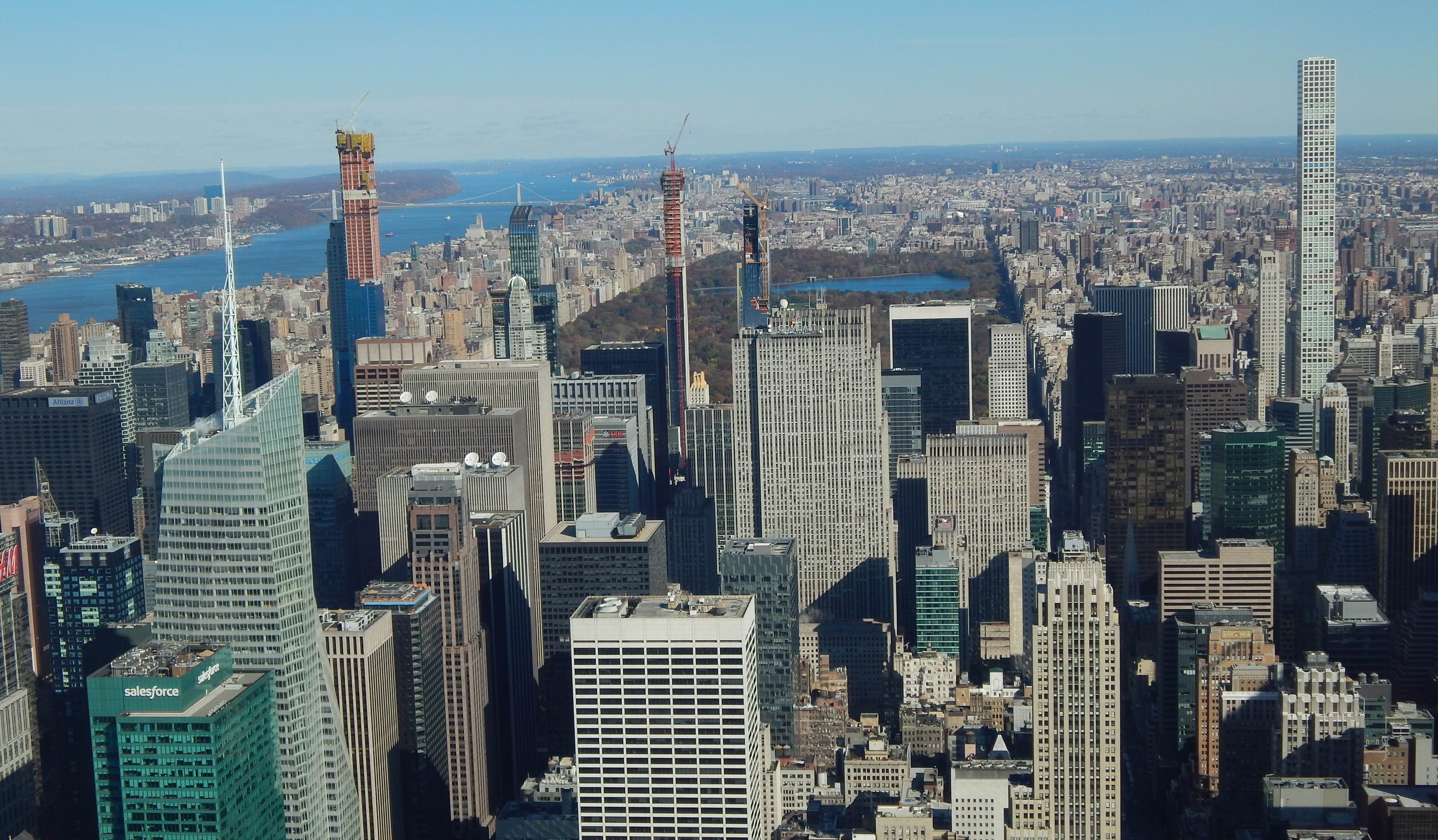
Мідтаун. Вид на північ зі 102-го поверху Емпайр-стейт-білдінг, 373 m над рівнем землі, листопад 2018 р. Зліва видно будівлю 111 на Західній 57-й вулиці

Вежа Стейнвей є 3-м за висотою хмарочосом у Нью-Йорку, 4-м за висотою будинком у США і займає 28-е місце у списку найвищих будівель світу. Вона має найменше співвідношення ширини та висоти серед усіх теперішніх хмарочосів — 1:24. Початок будівництва — 8 липня 2015 року, закінчення — початок 2021 року. Прямокутний майданчик займає площу 1915,8 м2, з фасадом 32 м на 57-й та 58-й вулицях та глибиною 61,21 м між двома вулицями. Вартість будівництва склала 2 млрд доларів.

## Критика
2015 року, коли вежа знаходилася на стадії будівництва, група сусідів протестувала проти того факту, що Вежа Стейнвей та інші вежі «Вулиці мільярдерів» відкидатимуть довгі тіні на Центральний парк. Коли будівництво майже завершилося, у 2019 році журналіст Business Insider відвідав одну з квартир кондомініуму, повідомивши: «Я не можу сказати, що мій обхід першого кондомініуму дуже відрізнявся від будь-якого іншого на Billionaires 'Row, де я побував».

## Галерея

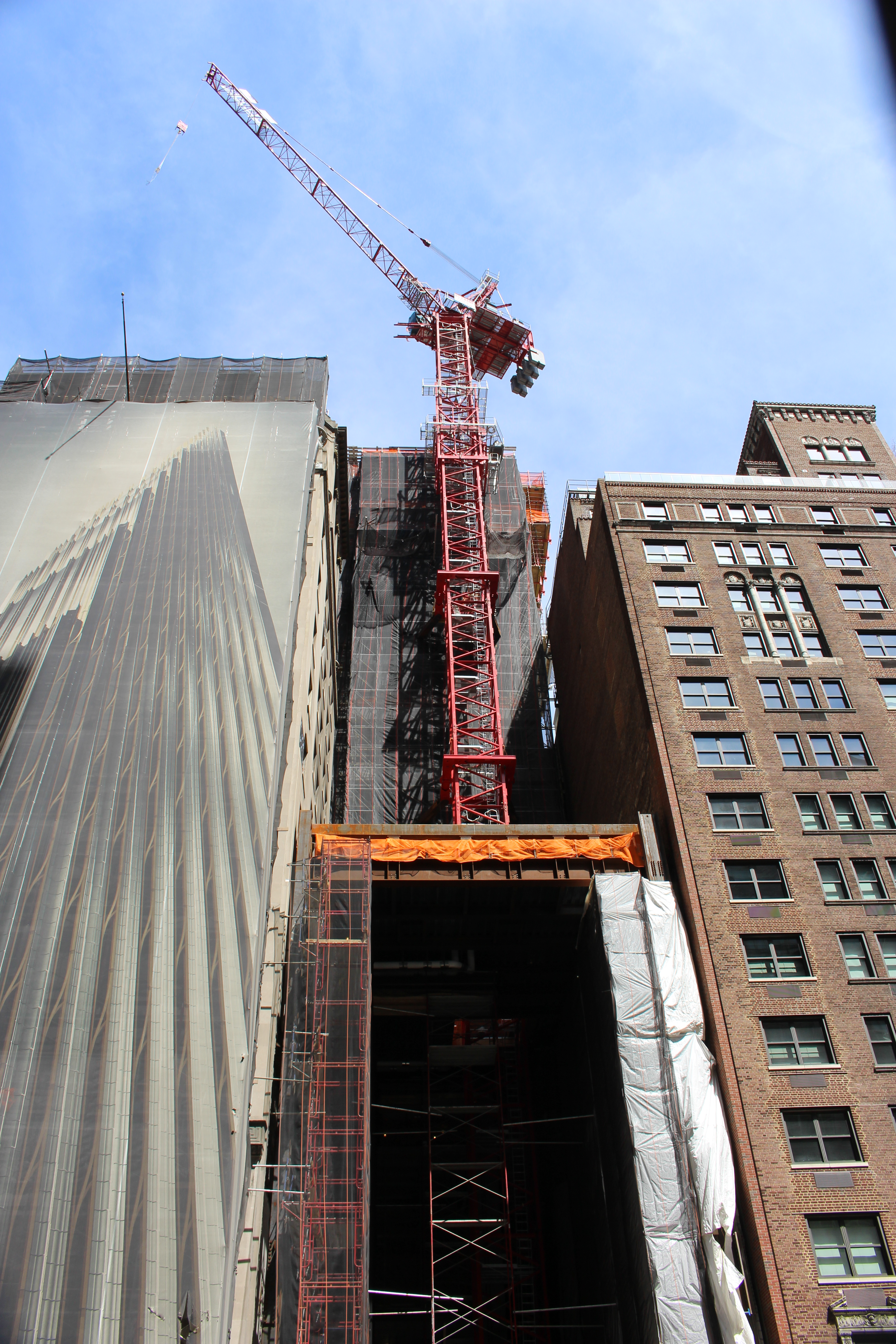
10.04.2017
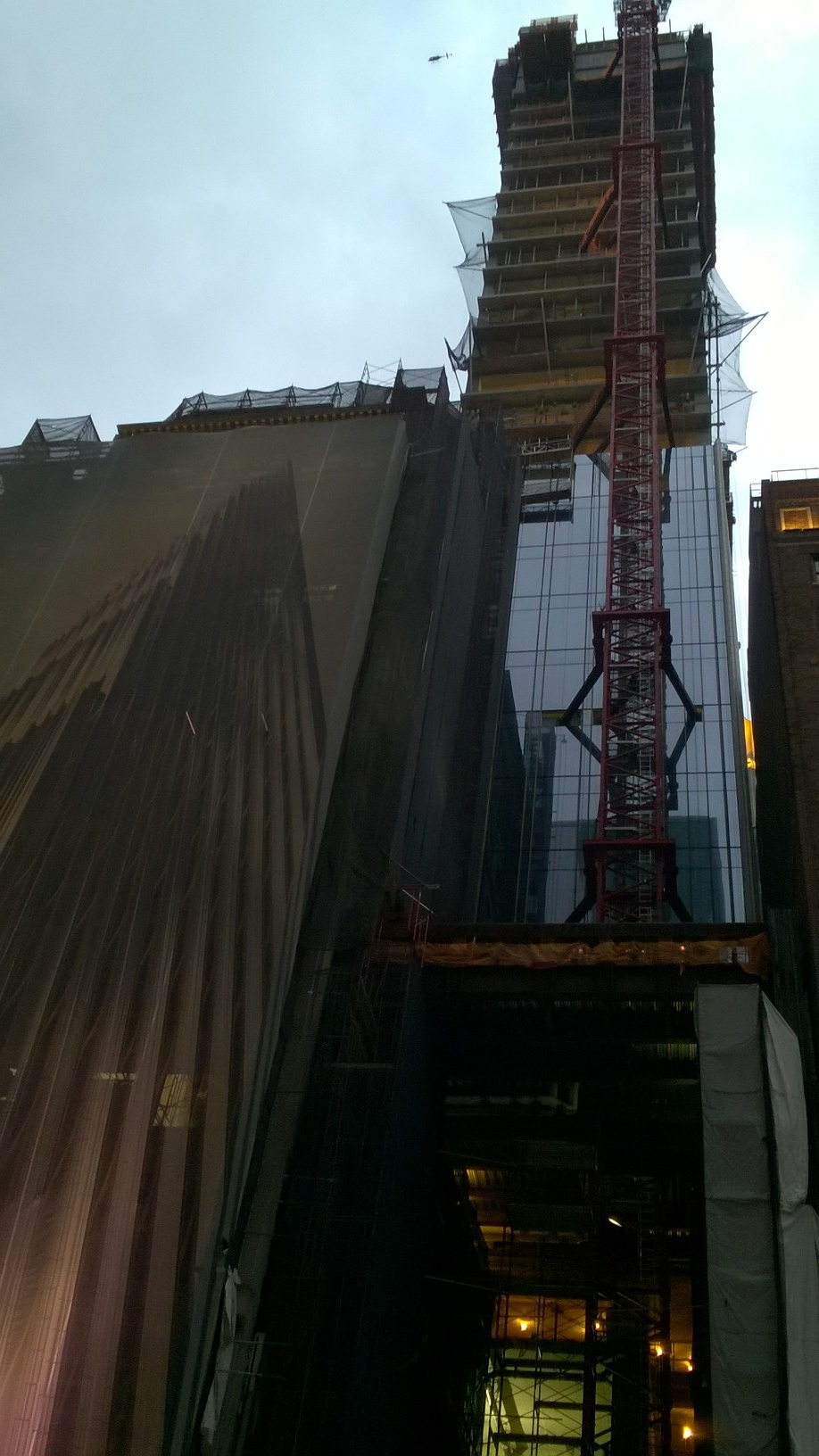
3.11.2017
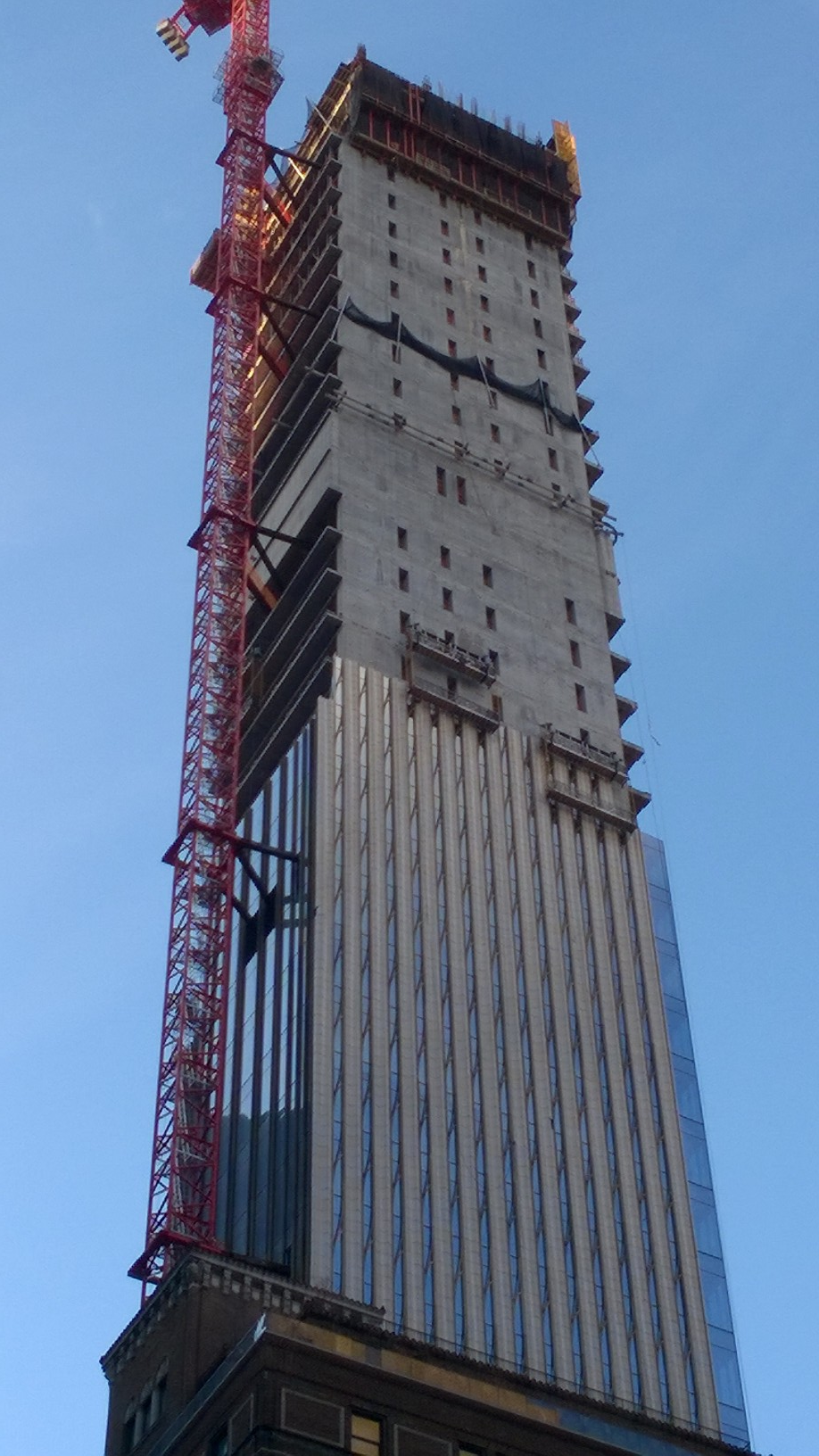
3.09.2018
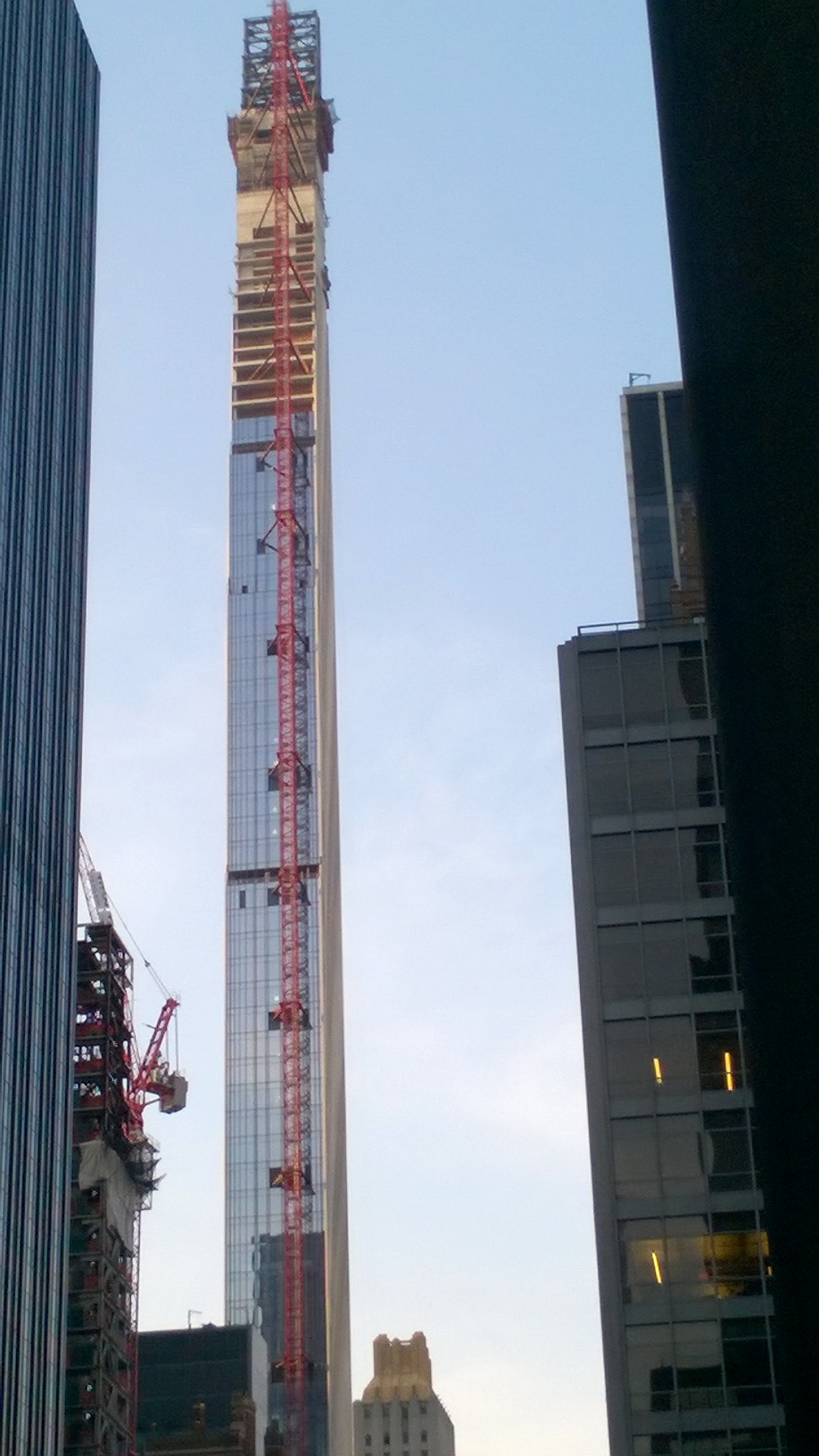
19.07.2019
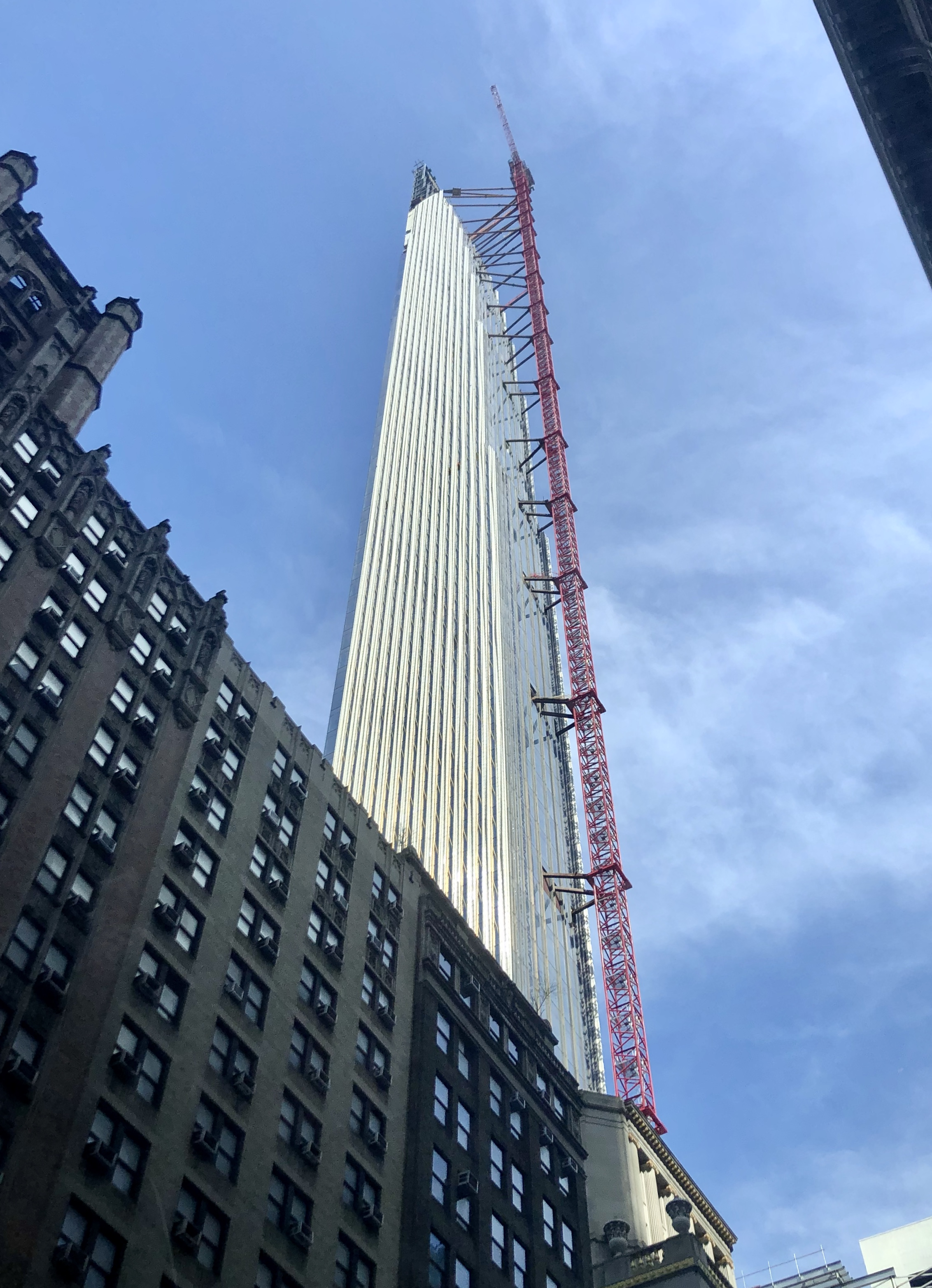
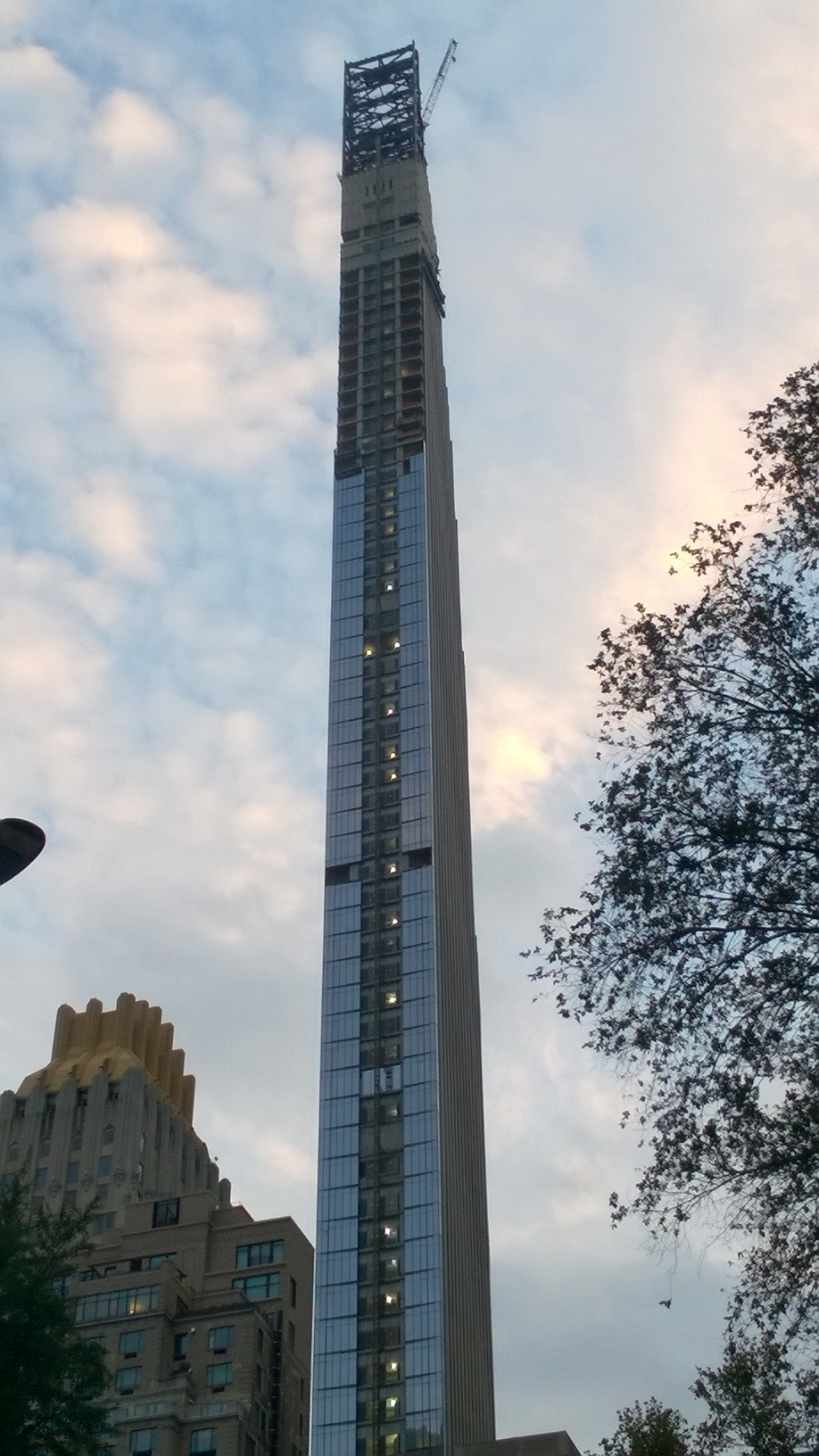
28.09.2019